# 拉吴

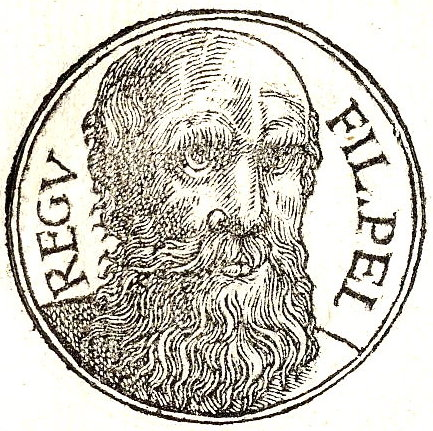
来自Promptuarium Iconum Insigniorum的拉吴（1553）

拉吴（希伯來語רעוReu ），天主教翻譯為“勒伍”，聖經創世紀中人物，挪亞子孙，為閃的后代，法勒的儿子，犹太人的始祖之一。